# Pseudosilis dalawana
Pseudosilis dalawana is een keversoort uit de familie soldaatjes (Cantharidae). De wetenschappelijke naam van de soort werd in 1966 gepubliceerd door Wittmer.